# 福成
福成，又稱福德坑、土地公坑，是台灣宜蘭縣頭城鎮的一個傳統地域名稱。位於該鎮南半葉的西北部。相較於今日行政區，其範圍大致為福成里不含西北部。

## 歷史
台灣清治末期，福成地區為一街庄，稱為「福成庄」，隸屬於頭圍堡。該庄東與梗枋庄、拔雅林庄為鄰，東南與新興庄為鄰，西南及西與金面庄為鄰，北邊為九芎林庄、烏山庄。
1901年（日治明治三十四年）11月，廢縣廳改設二十廳，該庄隸屬於宜蘭廳，編入第四區。1905年（明治三十八年）7月，第四區改名「二圍區」。1909年（明治四十二年）10月，合併二十廳為十二廳，該庄仍隸屬於宜蘭廳。1920年（大正九年），廢十二廳改設五州二廳，該庄改制為「福成」大字，隸屬於臺北州宜蘭郡頭圍庄，大字下有「福成」、「福德坑」小字名。
戰後頭圍庄改制為頭圍鄉，隸屬於臺北縣，大字亦改制為村。1946年9月，頭圍鄉更名為頭城鄉。1948年再改制為頭城鎮，村改制為里。1950年10月，北、基、宜分治，頭城鎮改隸屬於宜蘭縣。

## 聚落
本地區發展較早的聚落有福成、福德坑等，在日治期初期的官方地圖上已有記載。此外，本地區尚有赤崎頂聚落。

## 交通
鄉道宜3線（宜三路二段）是城西至二城的道路，大致以東南—西北走向轉東北—西南走向經過本地區南部山腳地帶。由該道路向東南可前往拔雅林、頭城市區西南側並止於開蘭路口，向西南可前往大金面、小金面、二城並止於省道台9線路口。
鄉道宜3-1線（復興路）是拔雅至武營的道路，也是本地區南部的內部橫向連絡道路，其西側端點位於本地區西南部鄉道苗3線路口。由此向東北至蘭陽技術學院前繞大彎道轉向東南，可前往武營並止於開蘭路路口。